# Versmold
Versmold – miasto w Niemczech, położone w kraju związkowym Nadrenia Północna-Westfalia, w rejencji Detmold, w powiecie Gütersloh.
W 2013 liczyło 20 794 mieszkańców; w 2012 było ich 20 817.

## Sport
W mieście rozgrywany jest kobiecy turniej tenisowy, pod nazwą Reinert Open, zaliczany do rozgrywek rangi ITF, z pulą nagród 60 000 $.